# Ikarus 281
Az Ikarus 281 az Ikarus Karosszéria- és Járműgyár által kifejlesztett csuklós autóbusz, mely az Ikarus 280-as típus jobb kormányos változata volt. Szóló változata a 261-es.

## Története
Tanzánia részére 32 darab Ikarus 280.99-es buszt szállított le az Ikarus 1974-ben, melyeknek a vezetőfülkéje még a bal oldalon volt. A 281-es prototípusát 1978-ban mutatták be, 1993-ig összesen 165 darabot gyártottak, melyeket Mozambik, Tanzánia, Indonézia vásárolt meg, a bemutató darab pedig Új-Zélandon is járt.

## Összefoglaló táblázat
| Típus              | Gyártási év      | Ország           | Ajtóelrendezés                             | Legyártott darab |                  |
| Bemutató darabok   | Bemutató darabok | Bemutató darabok | Bemutató darabok                           | Bemutató darabok | Bemutató darabok |
| ------------------ | ---------------- | ---------------- | ------------------------------------------ | ---------------- | ---------------- |
| 281.K1             | 1978             | Új-Zéland        | 4-0-4-4 harmonikaajtók                     | 1 db             |                  |
| 281.K2             | 1978             | ?                | ?                                          | 1 db             |                  |
| 281.K3             | 1978             | Indonézia        | 4-0-4-4 harmonikaajtók                     | 1 db             |                  |
| 281.01 (40 darab)  |                  |                  |                                            |                  |                  |
| 281.01             | 1980-tól         | Tanzánia         | 4-0-4-4 harmonikaajtók 2-0-2-2 bolygóajtók | 40 db            |                  |
| 281.02 (121 darab) |                  |                  |                                            |                  |                  |
| 281.02             | 1978-tól         | Mozambik         | 4-0-4-4 harmonikaajtók                     | 51 db            |                  |
| 281.02             | 1980-tól         | Mozambik         | 4-0-4-4 harmonikaajtók                     | 70 db            |                  |
| 281.03 (4 darab)   |                  |                  |                                            |                  |                  |
| 281.03             | 1983-tól         | Mozambik         | 2-0-2-2 bolygóajtók                        | 3 db             |                  |
| 281.03             | 1993             | Indonézia        | 2-2-2-2 harmonikaajtók                     | 1 db             |                  |